# Threneta pellophanes
Threneta pellophanes là một loài bướm đêm trong họ Geometridae.